# Vaccinium sieboldii
Vaccinium sieboldii är en ljungväxtart som beskrevs av Friedrich Anton Wilhelm Miquel. Vaccinium sieboldii ingår i Blåbärssläktet, och familjen ljungväxter. Inga underarter finns listade i Catalogue of Life.